# Arcimbaldo IV di Borbone
Arcimbaldo o Arcibaldo IV di Borbone detto il Verde o il Vecchio (1030 – 22 settembre 1095) fu Signore di Borbone, dal 1078 circa alla sua morte.

## Origine
Arcimbaldo, sia secondo il documento n° 1E del Titres de la maison ducale de Bourbon, tome premier, che secondo il documento n° XVI delle Preuves de l'Etude sur la chronologie des sires de Bourbon, Xe-XIIIe siecles è il figlio del Signore di Borbone, Arcimbaldo III e della moglie, Beltrude, di cui non si conoscono gli ascendenti, come risulta dal documento n° XVII delle Preuves de l'Etude sur la chronologie des sires de Bourbon, Xe-XIIIe siecles, con data imprecisata, in cui Arcimbaldo, figlio di Arcimbaldo III che fece costruire la chiesa di Montet (Archimbaldus, illius Archimbaldi filius qui ecclesiam de Monticulo construxit) e di Beltrude (filius Bderrud) fece una donazione. 
Arcimbaldo III di Borbone, secondo il documento n° 1C del Titres de la maison ducale de Bourbon, è il figlio del Signore di Borbone, Arcimbaldo II e della moglie, Ermengarda, di cui non si conoscono gli ascendenti, come viene confermato dal documento n° 2680, datato 1010 o 1011, del Recueil des chartes de l'abbaye de Cluny. Tome 3, nel quale Arcimbaldo II fece una donazione assieme alla moglie Ermengarda (Archimbaldus et uxoris sue Ermengardis).

## Biografia
Arcimbaldo è citato, assieme al padre, Arcimbaldo III, allo zio Alboino e alla matrigna, Aurea, in due diversi documenti, che riportano lo stesso fatto: tra il 1048 ed il 1049, suo padre, Arcimbaldo III (Erchenbudus, Borbonensium comes), col consenso di suo fratello, Alboino, e della seconda moglie, Aurea, e di Arcimbaldo (frater meus Albuinus et uxor mea Aurea et filius meus Herchenbaldus), restituì alla diocesi di Bourges la chiesa di Montcenis, come dal documento XVI delle Preuves de l'Etude sur la chronologie des sires de Bourbon, Xe-XIIIe siecles e dal documento 1E dei Titres de la maison ducale de Bourbon, che ci informa che controfirmò il documento anche l'altro fratello di Arcimbaldo III, Aimone, arcivescovo di Bourges.
Nel 1077, Arcimbaldo, secondo il documento n° XIV dei Fragments du cartulaire de La Chapelle-Aude era già detto il Forte; infatti nel documento citato, inerente a una donazione a La Chapelaude (Chapelle-Aude), nel Berry, di Arcibaldo (Archimbaldus Burbuniensis, cognomine fortis), figlio di Arcimbaldo di Montet (filius Archimbaldi de Munticulo), col consenso del figlio, Arcimbaldo (Archinbaldi filii mei).
Secondo il documento 1F dei Titres de la maison ducale de Bourbon, la località di Chapelle-Aude, era stata ricevuta in dono da suo padre,  Arcimbaldo III, nel maggio del 1067, a Parigi, dal Re dei Franchi, Filippo I.
Suo padre, Arcibaldo III, morì il 16 agosto 1078 e molto probabilmente, secondo la Histoire du Bourbonnais et des Bourbons qui l'ont possédé fu sepolto a Montet.
Alla sua morte, Arcimbaldo gli succedette come Arcimbaldo IV di Borbone.
Secondo il documento n° XVII delle Preuves de l'Etude sur la chronologie des sires de Bourbon, Xe-XIIIe siecles, in una data imprecisata, Arcimbaldo fece una donazione, con l'approvazione dei figli, Arcimbaldo, Pietro e Aimone, e della moglie, Beliarda (omnia filiis suis, videlicet Archimbaldo et Petro de Blot et Aimone, et Beliarde uxore sua) e controfirmata tra gli altri anche dal genero, Amelio di Chambon (Amelii Cambo qui filiam ipsius Archimbaldi habebat).
Contrariamente ai suoi predecessori, secondo la Histoire du Bourbonnais et des Bourbons qui l'ont possédé Arcimbaldo non fece alcuna donazione alla chiesa di Souvigny, anzi i rapporti con i monaci non furono dei migliori.
Arcimbaldo morì il 22 settembre 1095, e gli succedette il figlio primogenito, Arcimbaldo, come Arcimbaldo V di Borbone.

## Matrimonio e discendenza
Arcimbaldo aveva sposato Beliarda, di cui non si conoscono gli ascendenti, come risulta dal documento n° XVII delle Preuves de l'Etude sur la chronologie des sires de Bourbon, Xe-XIIIe siecles, con data imprecisata, inerente ad una donazione di Arcimbaldo, figlio di Arcimbaldo III che fece costruire la chiesa di Montet (Archimbaldus, illius Archimbaldi filius qui ecclesiam de Monticulo construxit) e di Beltrude (filius Bderrud) che cita la moglie Beliarda (Beliarde uxore sua).
Arcimbaldo da Beliarda ebbe sei figli:
- una figlia che aveva sposato Amelio di Chambon (Amelii Cambo qui filiam ipsius Archimbaldi habebat)[3];
- Arcimbaldo ( ? - † dopo il 1096)[3], Signore di Borbone[11];
- Pietro[3];
- Bernardo;
- Aimone ( ? - † 1120)[3], Signore di Borbone[12].;
- Ermengarda, che, nel 1070, sposò il conte d'Angiò e di Tours, Folco di Château-Landon, detto il Rissoso, come conferma la Chronica de Gesta Consulum Andegavorum, Chroniques d'Anjou[13]. Alcuni anni dopo però Ermengarda fu ripudiata e, sempre secondo la Chronica de Gesta Consulum Andegavorum, Chroniques d'Anjou, si sposò in seconde nozze con Guglielmo di Jaligny[14].
Ermengarda a Folco diede un figlio[15][16]:
  - Goffredo[13](ca. 1072-1106), conte d'Angiò assieme al padre.

## Ascendenza
|                           |   |           | Genitori |  |  | Nonni |  |  | Bisnonni                |  |  | Trisnonni           |  |
|                           |   |           |          |  |  |       |  |  | Arcimbaldo I di Borbone |  |  | Aimone I di Borbone |  |
|                           |   |           |          |  |  |       |  |  | Arcimbaldo I di Borbone |  |  | Aimone I di Borbone |  |
|                           |   | Aldesinda |          |  |  |       |  |  | Arcimbaldo I di Borbone |  |  |                     |  |
| Arcimbaldo II di Borbone  |   |           |          |  |  |       |  |  | Arcimbaldo I di Borbone |  |  |                     |  |
|                           |   | Rotgarda  | …        |  |  |       |  |  |                         |  |  |                     |  |
|                           |   | Rotgarda  | …        |  |  |       |  |  |                         |  |  |                     |  |
|                           |   | Rotgarda  | …        |  |  |       |  |  |                         |  |  |                     |  |
| Arcimbaldo III di Borbone |   | Rotgarda  |          |  |  |       |  |  |                         |  |  |                     |  |
|                           |   | …         | …        |  |  |       |  |  |                         |  |  |                     |  |
|                           |   | …         | …        |  |  |       |  |  |                         |  |  |                     |  |
|                           |   | …         | …        |  |  |       |  |  |                         |  |  |                     |  |
| Ermengarda                |   | …         |          |  |  |       |  |  |                         |  |  |                     |  |
|                           |   | …         | …        |  |  |       |  |  |                         |  |  |                     |  |
|                           |   | …         | …        |  |  |       |  |  |                         |  |  |                     |  |
|                           |   | …         | …        |  |  |       |  |  |                         |  |  |                     |  |
| Arcimbaldo IV di Borbone  |   | …         |          |  |  |       |  |  |                         |  |  |                     |  |
|                           | … | …         |          |  |  |       |  |  |                         |  |  |                     |  |
|                           | … | …         |          |  |  |       |  |  |                         |  |  |                     |  |
|                           | … | …         |          |  |  |       |  |  |                         |  |  |                     |  |
| …                         | … |           |          |  |  |       |  |  |                         |  |  |                     |  |
|                           |   | …         | …        |  |  |       |  |  |                         |  |  |                     |  |
|                           |   | …         | …        |  |  |       |  |  |                         |  |  |                     |  |
|                           |   | …         | …        |  |  |       |  |  |                         |  |  |                     |  |
| Beltrude                  |   | …         |          |  |  |       |  |  |                         |  |  |                     |  |
|                           |   | …         | …        |  |  |       |  |  |                         |  |  |                     |  |
|                           |   | …         | …        |  |  |       |  |  |                         |  |  |                     |  |
|                           |   | …         | …        |  |  |       |  |  |                         |  |  |                     |  |
| …                         |   | …         |          |  |  |       |  |  |                         |  |  |                     |  |
|                           |   | …         | …        |  |  |       |  |  |                         |  |  |                     |  |
|                           |   | …         | …        |  |  |       |  |  |                         |  |  |                     |  |
|                           |   | …         | …        |  |  |       |  |  |                         |  |  |                     |  |
|                           |   | …         |          |  |  |       |  |  |                         |  |  |                     |  |

### Fonti primarie
- (LA)  (FR)  Etude sur la chronologie des sires de Bourbon, Xe-XIIIe siecles.
- (LA)  Recueil des chartes de l'abbaye de Cluny, Tome 3
- (LA)  Titres de la maison ducale de Bourbon, tome premier
- (LA)  Fragments du cartulaire de La Chapelle-Aude
- (LA)  Chronica de Gesta Consulum Andegavorum, Chroniques d'Anjou

### Letteratura storiografica
- (FR)  Histoire du Bourbonnais et des Bourbons qui l'ont possédé, Volume 1.